# Aline Chamereau
 (août 2024).
Aline Chamereau, née le 6 mars 1996, est une joueuse française de beach-volley. Avec Clémence Vieira, elle participe aux Jeux olympiques d'été de 2024 à Paris.
Elle commence le volley-ball à l'âge de 13 ans avant de passer au beach-volley cinq ans plus tard.

## Biographie
Aline Chamereau est diplômée du master STAPS en management du sport à l'Université Toulouse III[réf. nécessaire].
En 2013, elle termine vice-championne de France de la discipline en duo avec Héléna Cazaute.
Elle remporte avec Clémence Vieira la médaille d'argent aux Championnats d'Europe de beach-volley 2025 à Düsseldorf.

## Palmarès
- Championnats d'Europe de beach-volley
  -  Médaille d'argent aux Championnats d'Europe de beach-volley 2025 à Düsseldorf[3].
- Championnat de France
  - Championne en 2022 et 2023 avec Clémence Vieira[4]